# Słajszewo

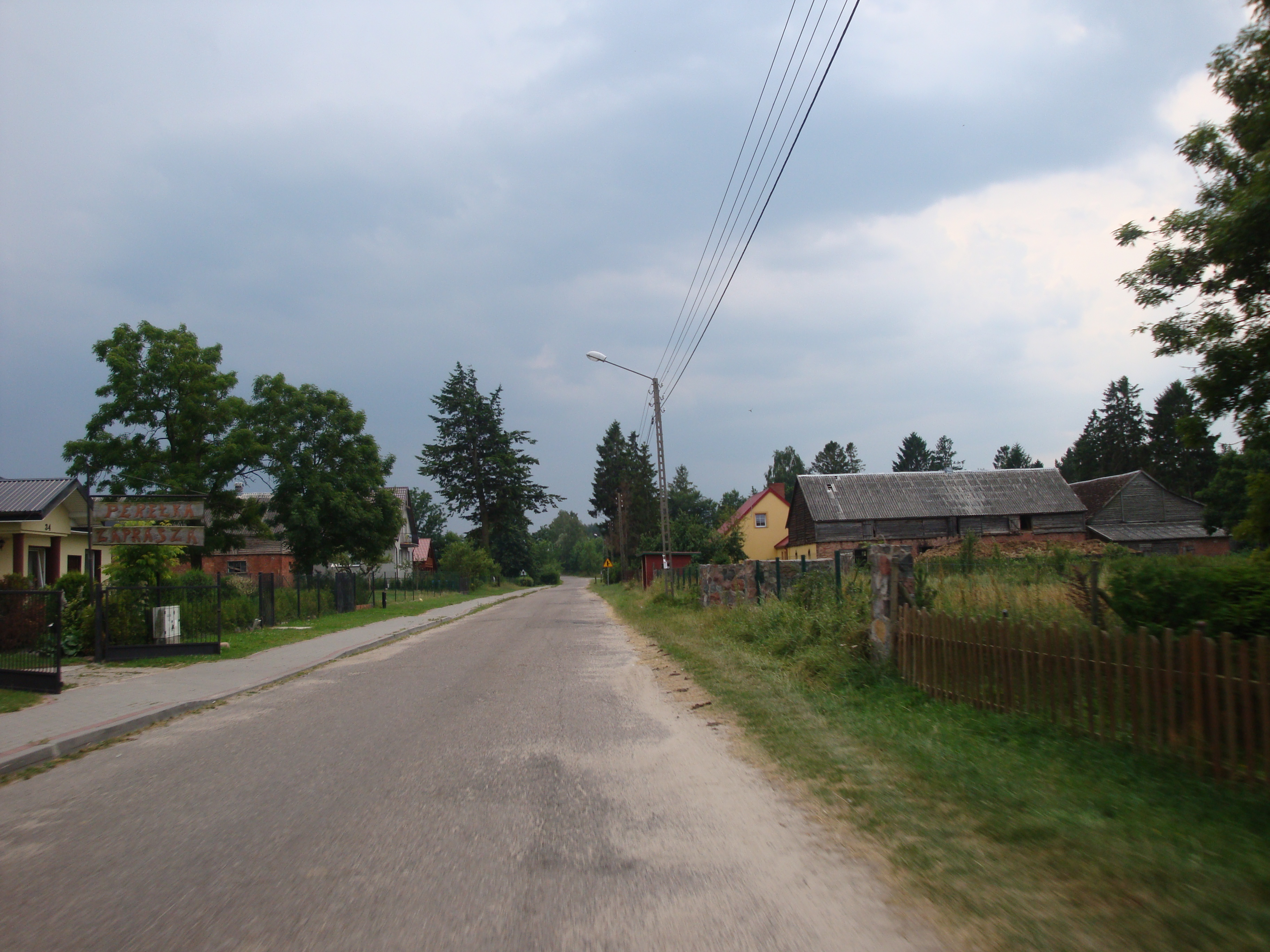
Dorfeingang

Słajszewo (deutsch Schlaischow) ist ein Dorf in der polnischen Woiwodschaft Pommern, Powiat Wejherowski, Landgemeinde Choczewo.

## Geographische Lage  und Verkehrsanbindung
Słajszewo liegt in Hinterpommern, etwa 15 Kilometer östlich der Stadt  Łeba (Leba) und 26 Kilometer nördlich der Stadt Lębork (Lauenburg i. Pom.). Nachbarorte sind Sasino (Sassin) im Westen, Biebrowo (Bebbrow) im Nordosten und Ciekocino (Zackenzin) im Süden. Die Entfernung zur Ostsee im Norden beträgt etwa 4,5 Kilometer (Luftlinie).
Das Dorf liegt an einer Chaussee, die bei Kurowo (Korow) von der Wojewodschaftsstraße 213 Słupsk – Krokowa (Stolp – Krockow) in Richtung Norden abzweigt. Die nächste Bahnstation befindet sich in Kurowo.

## Geschichte
Im Jahr 1492 war die hinterpommersche Adelsfamilie Rebke (auch Repken, Ropke,  Röpke) im heutigen Słajszewo (früher auch Slaischow, im 16. Jahrhundert Slawekow, kaschubisch Sławúszewo) ansässig. Im 16. Jahrhundert hatten de Rapkene van Massow und Slaweko im Kriegsfall die Dienstpflicht, ein Pferd bereitzustellen.
Das adlige Gutsdorf Schlaischow  hatte um 1784 zwei Vorwerke, und es gab in dem Dorf zehn Kossäten und insgesamt 15 Haushaltungen. Einer der beiden örtlichen Gutsbetriebe gehörte seinerzeit dem  ehemaligen Grodgerichts- und Landgerichtsassessor zu Lauenburg Christian Ernst von Rekowsky. Dessen Familie saß noch um 1837 auf dem Rittergut.  Das andere Gut besaß seit 1769 Andreas  Leonhard (Koehn genannt) von Jaski (1742/43–1813), der über den Zeitraum 1777–1806 Landrat des Landkreises Mohrungen in Ostpreußen war. Zu dem Dorf gehörte ein Teil des Bebbrowschen Sees. Schlaischow  war eines der Dörfer an der hinterpommerschen Ostseeküste zwischen den  Flüssen Leba und Piasnitz, in denen  Leba-Kaschuben heimisch waren und in denen zu älterer Zeit noch überwiegend kaschubisch gesprochen worden war. Vor 1851 hatte Schlaischow 140 Einwohner.
Im Jahr 1925 gab es in der Dorfgemeinde Schlaischow drei Wohnorte:
- Bebbrow
- Schlaischow
- Schlaischower Mühle

Hauptwohnort war Schlaischow. Auf der 9,2 km² großen Gemeindefläche standen zusammen 33 Wohngebäude. Im Jahr 1925 wurden auf dem Gemeindegebiet 328 Einwohner gezählt, die auf 51 Haushaltungen verteilt waren.
Vor 1945 gehörte Schlaischow zum Landkreis Lauenburg i. Pom. im Regierungsbezirk Köslin der Provinz Pommern.
Gegen Ende des Zweiten Weltkriegs wurde die Region im Frühjahr 1945 von der Roten Armee erobert und anschließend zusammen mit ganz Hinterpommern unter polnische Verwaltung gestellt. 
Am 31. Dezember 2009 hatte das Dorf 120 Einwohner.
Im Dezember 2021 wurde bekannt, dass hier „spätestens 2026“ mit dem Bau des ersten polnischen Atomkraftwerks begonnen werden soll.

### Kirche
Die vor 1945 anwesende Dorfbevölkerung war weitaus überwiegend evangelisch. Im Jahr 1925 gab es in der Dorfgemeinde Schaischlow einen Einwohner katholischer Konfession. Die Protestanten aller drei Ortsteile gehörten zum Kirchspiel Zackenzin.  Von den ersten Zeiten der Reformation bis mindestens ins  18. Jahrhundert war Schlaischow im Kirchspiel Ossecken eingepfarrt gewesen.

## Verweise